# Брачный поединок

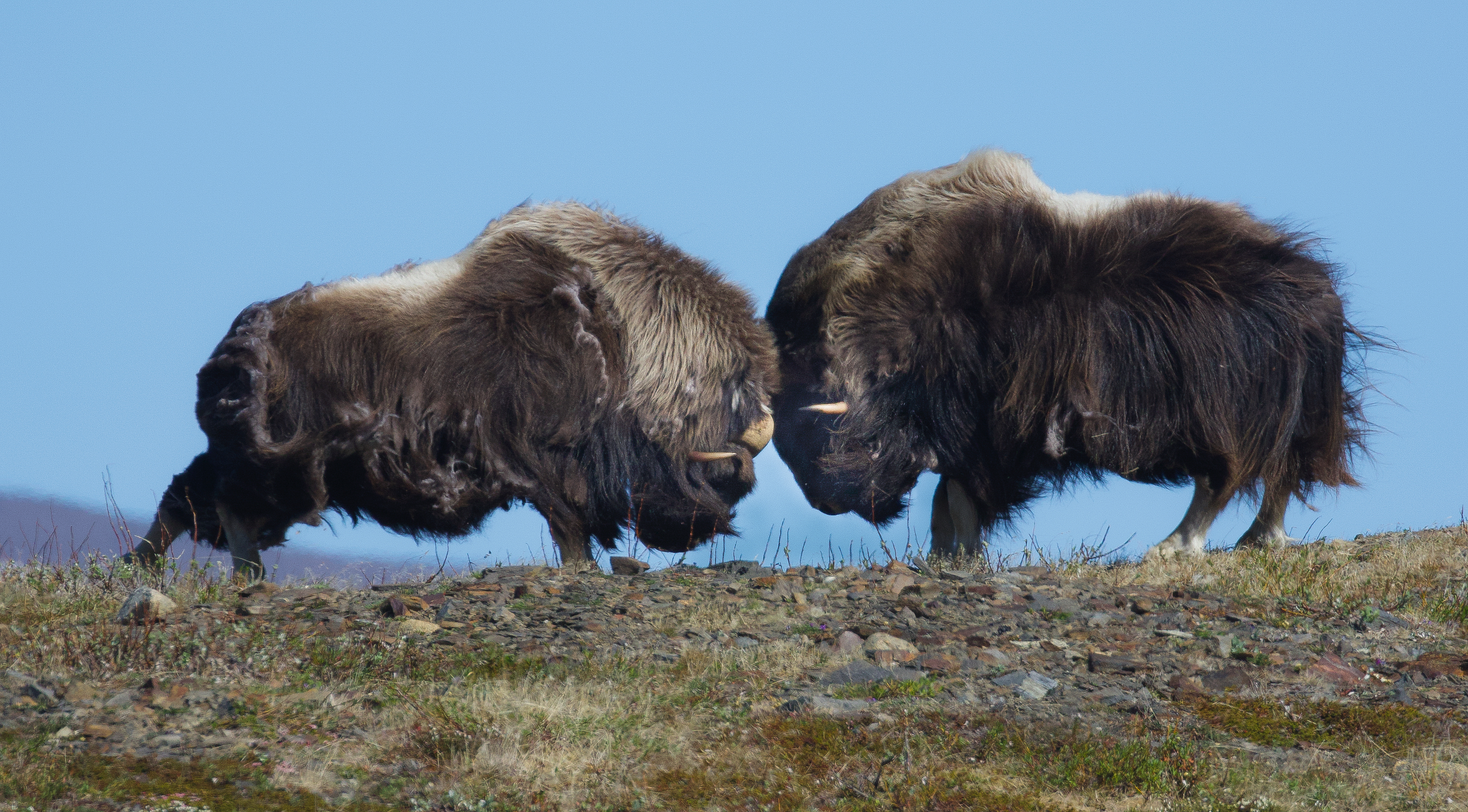
Турнирный бой двух овцебыков

Брачный поединок, или брачный турнир, или турнирный бой — форма агрессивного агонистического поведения многих видов животных в брачный период, представляющая собой поединок, турнир между самцами (как правило двумя), цель которого состоит в выявлении более сильного, доминирующего самца. Свойственна животным разных систематических групп, как позвоночных, так и беспозвоночных, хотя у первых встречается намного чаще и поведенчески более сложна. Среди позвоночных турнирные поединки происходят между самцами многих млекопитающих, птиц, рептилий и некоторых амфибий. У беспозвоночных встречается только у насекомых: некоторых жуков, бабочек, сверчков. Среди жуков брачные турниры происходят у самцов жуков-оленей и некоторых жуков-носорогов. У бабочек брачные поединки самцов наблюдаются, например, у некоторых европейских нимфалид: крапивницы, ленточника голубоватого и углокрыльницы c-белое, а также толстоголовки черноватой.
У млекопитающих турнирные бои происходят между самцами во время гона у полигамных, реже моногамных видов, с целью определения наиболее сильного самца, который впоследствии оплодотворит большинство самок, передавая свои закрепленные в генах качества следующему поколению. Однако ко времени окончания гона происходит частичное выравнивание шансов победителей и побежденных самцов из-за физического истощения гоном самцов-победителей, которые вследствие этого чаще заболевают и становятся жертвами хищников. У парнокопытных (оленей, баранов, быков и других) в качестве орудий борьбы самцами используются рога, у непарнокопытных (лошадей, зебр, ослов) — копыта и зубы, у хищных (волки, тигры и другие) — клыки и когти. При этом у всех групп существует закономерность, заключающаяся в том, что чем более специализированными и мощными орудиями нападения обладают самцы какого-либо вида, тем бо́льшую долю в их поведении во время турнирных боев составляют ритуализированные действия, которые имеют целью продемонстрировать превосходство одного из соперников и таким образом определить победителя ещё до начала непосредственного физического контакта с противником и избежать столкновения или снизить риск физических повреждений и смертельного исхода во время боя. Например, у хорошо вооруженных большими и мощными (а иногда ещё и острыми) рогами парнокопытных, таких как многие антилопы, олени, бараны, зубры, овцебыки и другие, смертельные исходы в турнирах очень редки и являются исключением, которое может рассматриваться как несчастный случай. В то же время при борьбе между самцами хищных зверей, таких как медведи и волки, а также верблюдов, смертельные исходы случаются достаточно часто.

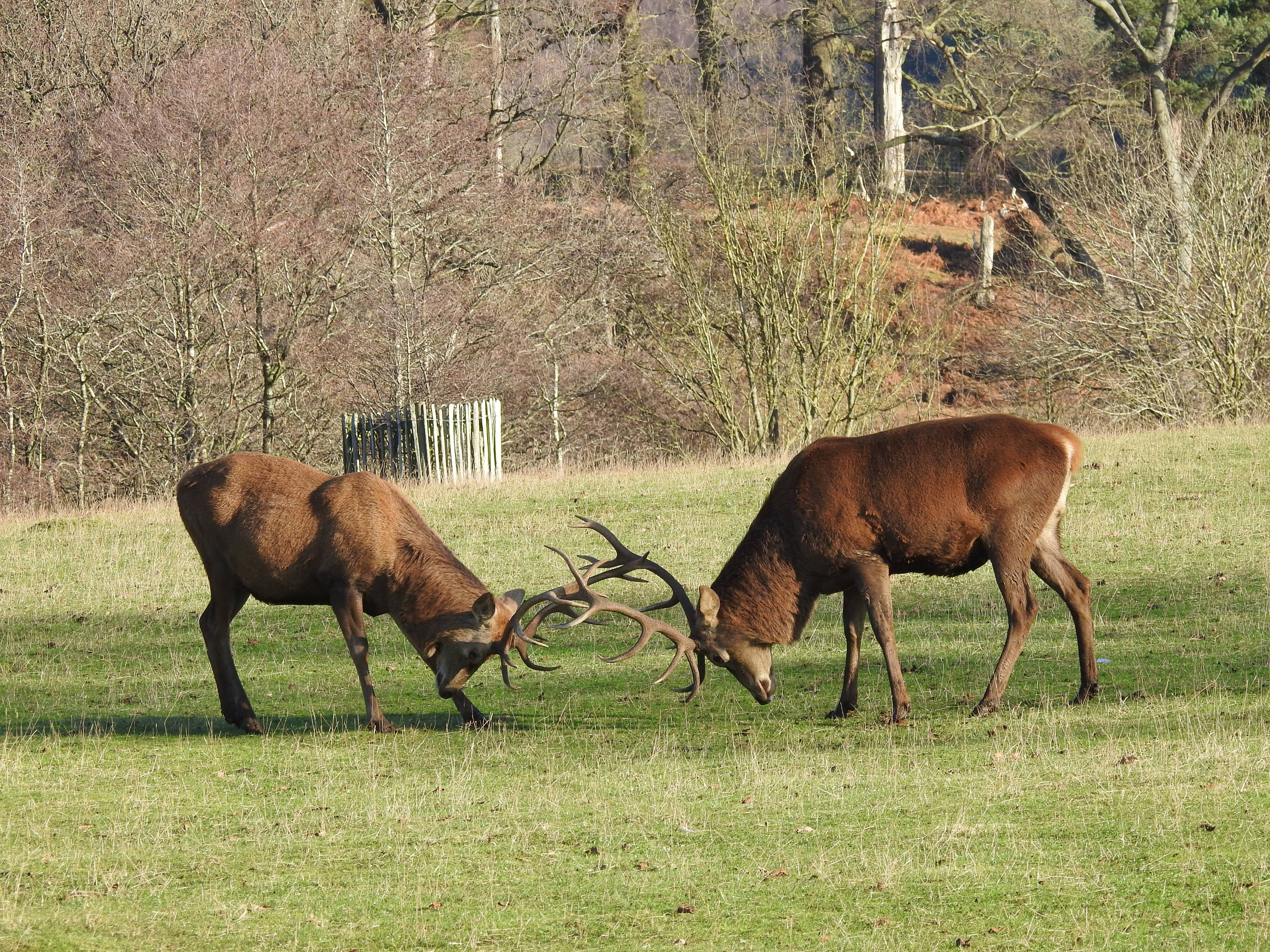
Бой благородных оленей
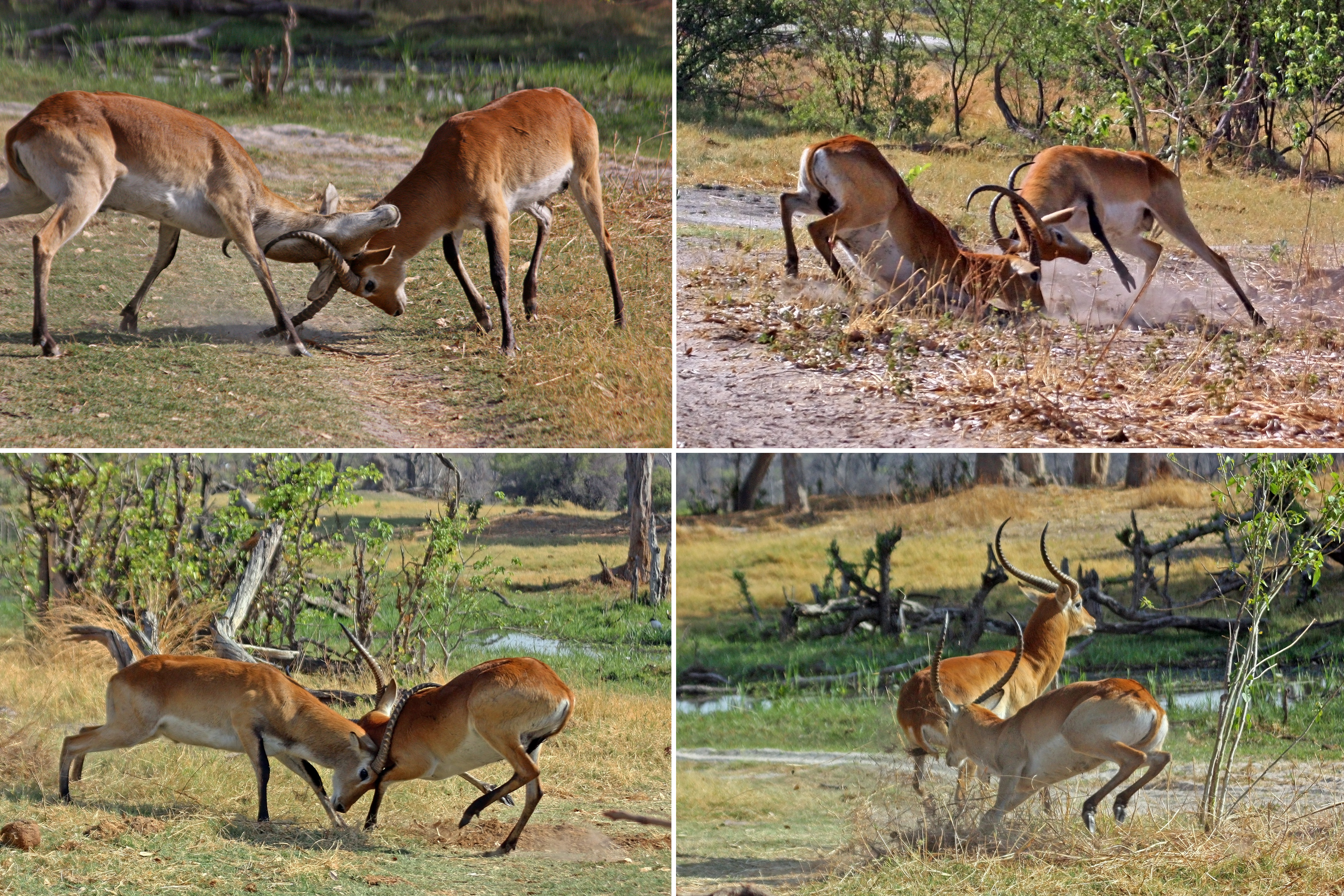
Поединок самцов антилопы личи
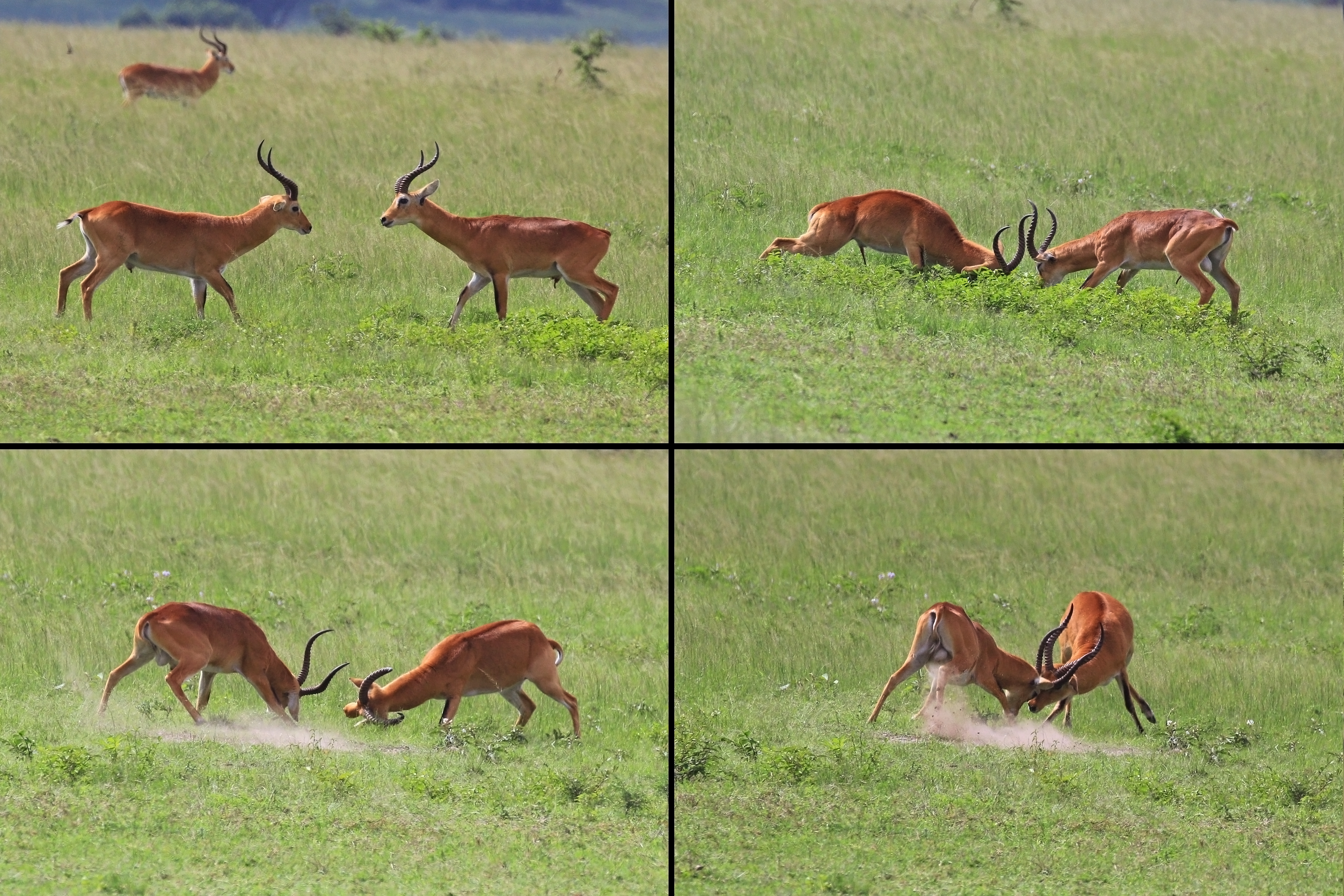
Турнир двух болотных козлов
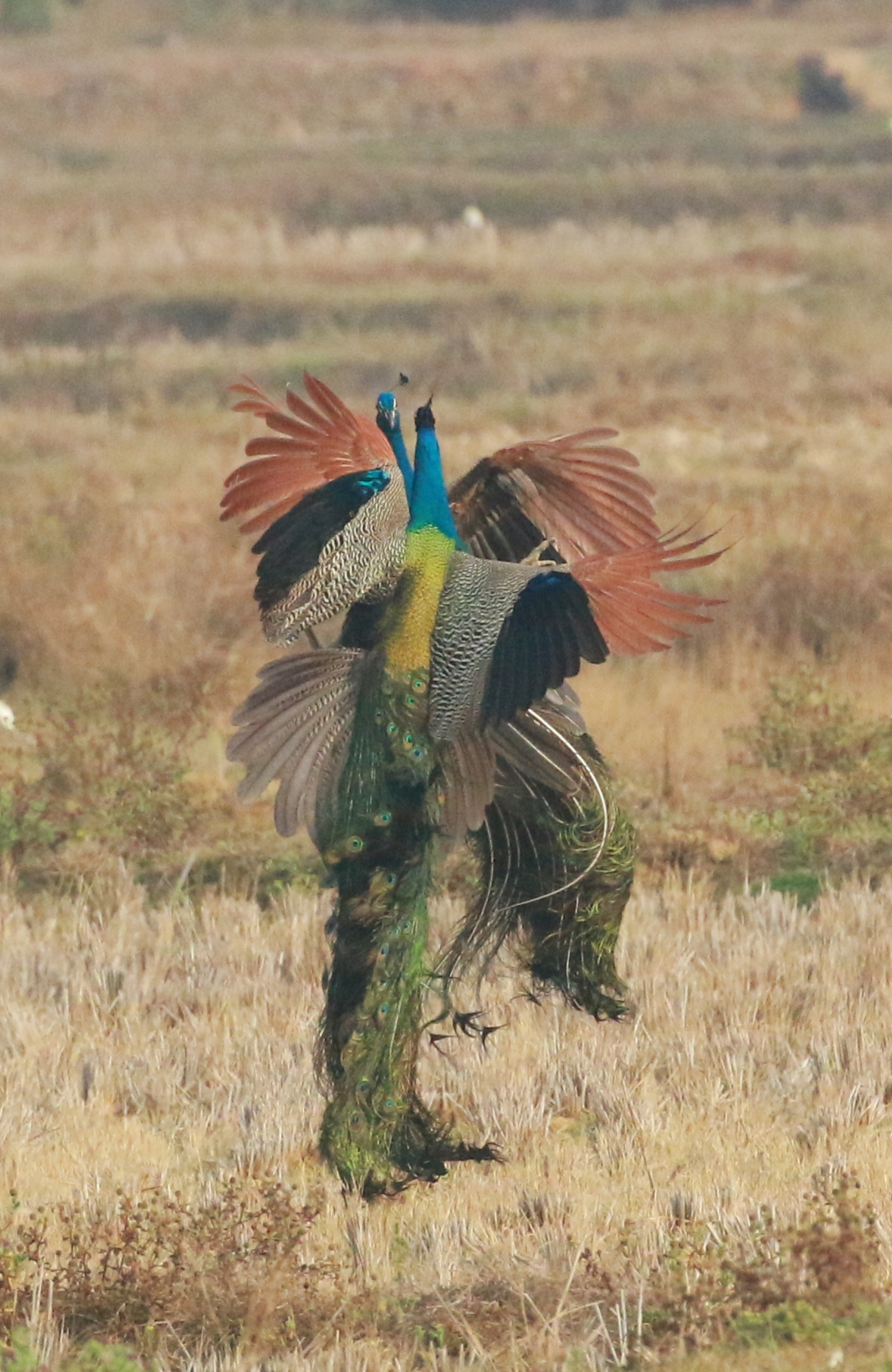
Бой двух самцов павлинов
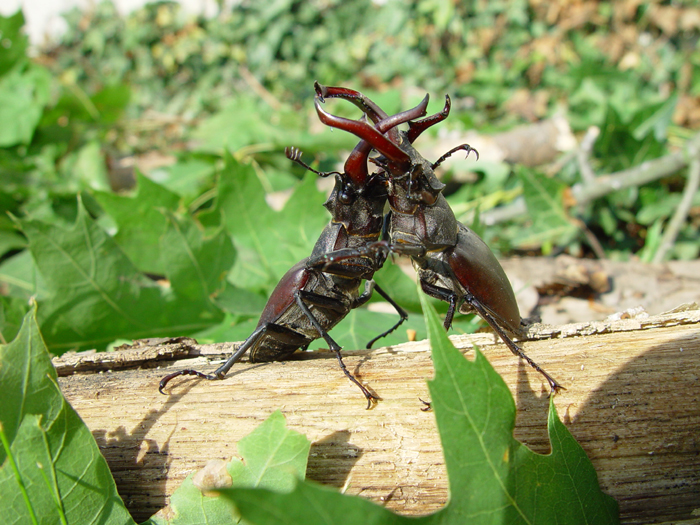
Поединок жуков-оленей